# مدرسه شفیعیه (یزد)
مدرسه شفیعیه مربوط به دوره صفوی است و در یزد، خیابان قیام، ضلع شمال غربی میدان خان واقع شده و این اثر در تاریخ ۷ مهر ۱۳۸۱ با شمارهٔ ثبت ۶۵۴۷ به‌عنوان یکی از آثار ملی ایران به ثبت رسیده است.